# Skyscraper (film, 1928)
Pour les articles homonymes, voir Skyscraper (homonymie).
Pour plus de détails, voir Fiche technique et Distribution.
Skyscraper est un film américain réalisé par Howard Higgin, sorti en 1928.

## Synopsis
Blondy et Slim sont compagnons de travail et amis. Riveteurs sur un gratte-ciel en construction à New York, ils rivalisent d'habileté et d'audace dans des situations parfois très acrobatiques. Tout irait pour le mieux s'ils ne s'éprenaient tous deux de la même jeune femme, une chorus girl nommée Sally.

## Fiche technique
- Titre : Skyscraper
- Réalisation : Howard Higgin
- Scénario : Elliott J. Clawson, Tay Garnett, d'après l'histoire de Dudley Murphy
- Producteur : Ralph Block
- Intertitres : John W. Krafft
- Direction artistique : Stephen Goosson
- Costumes : Adrian
- Photographie : John W. Boyle
- Montage : Adelaide Cannon
- Production : Walter Woods
- Société de production : DeMille Productions
- Société de distribution : Pathé Exchange
- Pays d'origine :  États-Unis
- Format : Noir et blanc
- Genre : Drame
- Date de sortie : 8 avril 1928

## Distribution
- William Boyd : Blondy
- Alan Hale : Slim Strede
- Sue Carol : Sally
- Alberta Vaughn : Jane
- Wesley Barry : Redhead
- Paul Weigel : le père de Redhead
- The Kussell's Dancing Debutantes : les danseuses